# Миллиграмм-процент
Миллиграмм-процент (мг%) — внесистемная единица измерения концентрации.
Применяются также аналогичные единицы измерения — микрограмм-процент (мкг%) и т. д. Грамм-процент (г%) — это обычное определение процента.
Определение неоднозначно: мг% определяется как количество миллиграммов (мг) искомого вещества, содержащееся в 100 мл исследуемого раствора или в 100 г исследуемого вещества.
Пересчёт в единицы СИ:
| единица | объёмная | массовая             |
| ------- | -------- | -------------------- |
| 1 г%    | 10 г/л   | 0,01 (1%)            |
| 1 мг%   | 10 мг/л  | 10−5 (0,01‰, 10 ppm) |
| 1 мкг%  | 10 мкг/л | 10−8 (0,01 ppm)      |

## Применение
Встречается в статьях и книгах, изданных в XIX—XX веках для указания содержания малых концентраций витаминов в растениях и продуктах питания, в описаниях состава крови.